# Lathrolestes obscurellus
Lathrolestes obscurellus là một loài tò vò trong họ Ichneumonidae.